# Push rod
Il push rod è un tipo di sospensione automobilistica che, non permettendo ampie escursioni, trasmette alcune vibrazioni di troppo ma garantisce una elevata tenuta di strada. Il nome deriva dal verbo inglese "to push" che significa spingere e dal sostantivo "rod" cioè bacchetta, infatti in questo tipo di sospensione l'ammortizzatore lavora in compressione sotto la spinta di un puntone diagonale.

## Caratteristiche

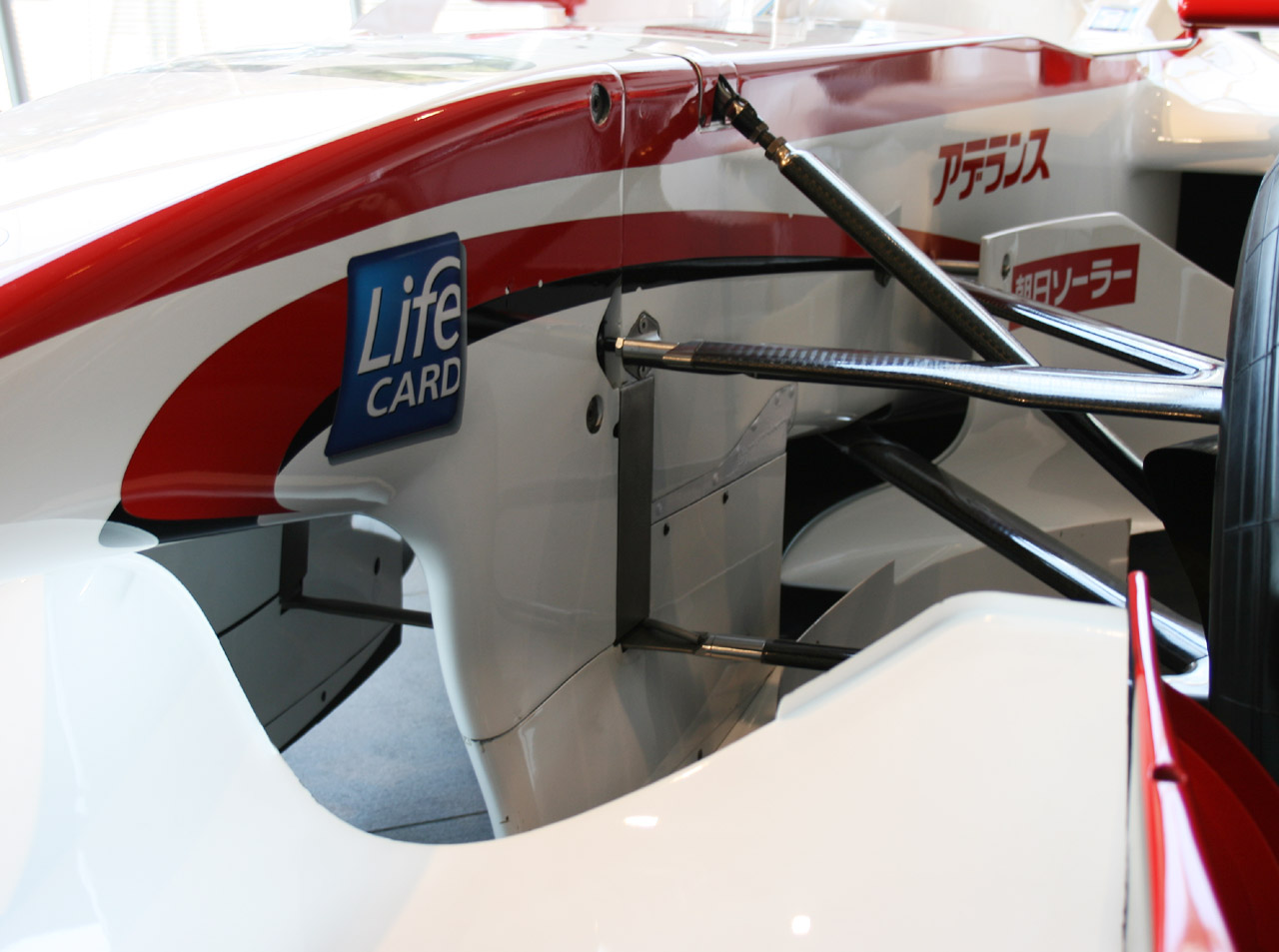
La sospensione anteriore di una vettura di F1, si notano i 2 triangoli sovrapposti e il puntone diagonale

Il push rod è costituito da due triangoli sovrapposti che sorreggono alla loro estremità esterna il portamozzo. Dal piede inferiore del portamozzo parte un asse (puntone diagonale) collegato ad un bilanciere nel quale è incernierato il gruppo ammortizzatore-molla. Una peculiarità di questo sistema è che l'ammortizzatore non interagisce direttamente con il mozzo della ruota o con un braccio oscillante ma mediante un rocker collegato al puntone diagonale.
Questa tecnica porta notevoli vantaggi poiché offre elevate rigidità e leggerezza oltre a variare l'altezza da terra. Inoltre, sono facili da montare ed offrono un minor ingombro, il tutto a fronte di costi considerevoli in termini di comfort e spese e, non ultimo, porta vantaggi anche per il problema della riduzione delle masse non sospese e per i sostanziali vantaggi che offre dal punto di vista dell'aerodinamica.

## Applicazioni
Questo tipo di sospensione trova applicazione nella produzione di serie esclusivamente su automobili Gran Turismo ad elevate prestazioni, ma è soprattutto nelle categorie di vertice dell'automobilismo sportivo che tale soluzione viene impiegata, le sospensioni push-rod hanno quasi del tutto sostituito le precedenti sospensioni di tipo pull rod (con puntoni diagonali che lavorano in trazione) originariamente introdotte negli anni settanta in Formula 1 da Gordon Murray sulla Brabham.

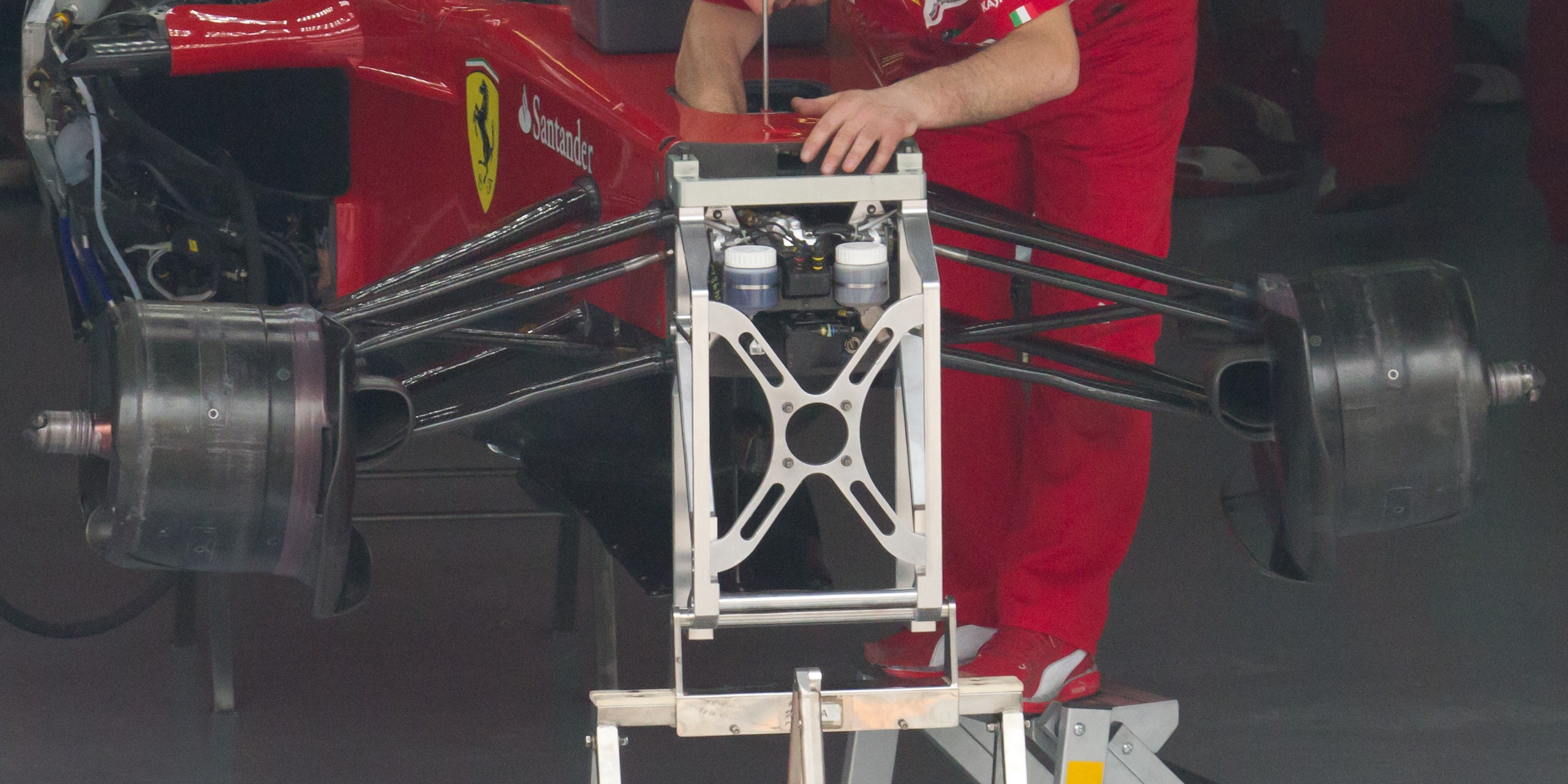
Schema sospensione "pull rod" dell'avantreno di una Ferrari F2012 al Gran Premio della Malesia 2012

In particolare in F1 a partire dagli anni novanta, questa soluzione è utilizzata all'avantreno sulla quasi totalità delle monoposto dotate di musetto alto, ben rialzato da terra, così concepito per esigenze aerodinamiche, abbandonando la pull-rod (più adattabile a una vettura con musetto basso rasente il suolo) poiché è molto difficile posizionare il bilanciere nella parte bassa del telaio e continuare ad avere corrette geometrie della sospensione. Essa trova largo impiego anche al retrotreno delle vetture di F1, ma negli ultimi anni la Red Bull RB5 ha riproposto le sospensioni pull-rod sull'asse posteriore riscoprendo i vantaggi di una soluzione che sembrava superata, e cioè una maggiore leggerezza (un tirante necessita di una sezione minore rispetto a un puntone) e minori ingombri nella zona del cambio con evidenti benefici aerodinamici.
La Ferrari F2012 segna una netta rottura con questa tendenza, essendo dopo molti anni la prima monoposto di F1 a reintrodurre sospensioni completamente pull-rod, sia all'anteriore che al posteriore.